# Comuna de Bystrzyca Kłodzka
Bystrzyca Kłodzka (polaco: Gmina Bystrzyca Kłodzka) é uma gminy (comuna) na Polónia, na voivodia de Baixa Silésia e no condado de Kłodzki. A sede do condado é a cidade de Masywem Śnieżnika.
De acordo com os censos de 2004, a comuna tem 19 890 habitantes, com uma densidade 58,9 hab/km².

## Área
Estende-se por uma área de 337,82 km², incluindo:
- área agricola: 48%
- área florestal: 45%

## Demografia
Dados de 30 de Junho 2004:
|                      | Total   | Total | Mulheres | Mulheres | Homens  | Homens |
| -------------------- | ------- | ----- | -------- | -------- | ------- | ------ |
|                      | pessoas | %     | pessoas  | %        | pessoas | %      |
| População            | 19 890  | 100   | 10 307   | 51,8     | 9583    | 48,2   |
| Densidade (pop./km²) | 58,9    | 100   | 30,5     | 30,5     | 28,4    | 28,4   |

De acordo com dados de 2002, o rendimento médio per capita ascendia a 1443,45 zł.

## Comunas vizinhas
- Kłodzko, Lądek-Zdrój, Międzylesie, Polanica-Zdrój, Stronie Śląskie, Comuna de Szczytna.